# Технологічна конвергенція

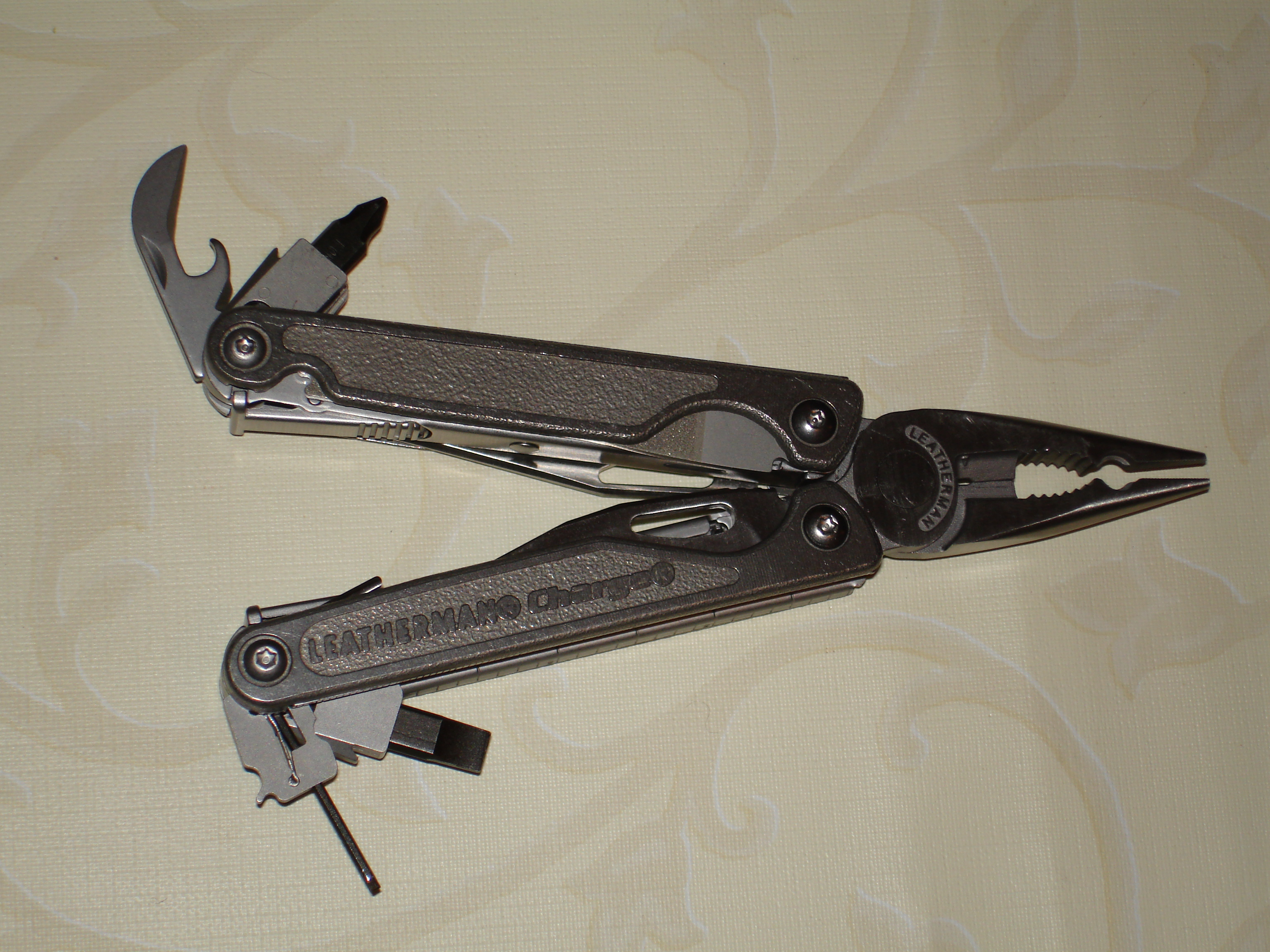
Конвергентний інструмент

Технологічна конвергенція (англ. Technological convergence) — це термін, який зазвичай використовується для позначення процесу зближення і об'єднання різних технологій в нові види технологій. Також технологічною конвергенцією іноді називають удосконалення в області технології. Приклад технологічної конвергенції: в смартфоні об'єднані комп'ютер, телефон і фотоапарат. Deutsche Bank Research розтлумачив визначення «технологічної конвергенції» як «якісний процес змін, який з'єднує дві або більше раніше наявні мало пов'язані речі».
Поняття «технологічної конвергенції» (спочатку — «цифрової конвергенції») було введено в 1980-х роках, коли з'явилася телефонна мережа загального користування, яка не тільки виконувала функцію передачі звуку, а й функцію обміну даними за допомогою ISDN. Якщо не брати до уваги появу цього поняття, то в телефонії конвергенція виникла раніше — в 1920-х роках був випущений перший телефон, де в трубку були з'єднані два прилади: передавач і приймач.
Існує три основних взаємопов'язаних типу конвергенції в області комп'ютерних технологій: технологічна (мережі, послуги), яка може ділитися на регулятивну і корпораційну. Корпораційна конвергенція є підрозділом регулятивної.